# Пјано Карлино (Кјети)
Пјано Карлино (итал. Piano Carlino) је насеље у Италији у округу Кјети, региону Абруцо.
Према процени из 2011. у насељу је живело 41 становника. Насеље се налази на надморској висини од 245 м.